# کبوتر میوه‌خوار چندرنگ
کبوتر میوه‌خوار چندرنگ (نام علمی: Ptilinopus perousii) نام یک گونه از سرده کبوتر میوه‌خوار است.